# Svend Erik Bjerg
Svend Erik Bjerg (født 16. november 1944 i Maribo, død 2. august 2023) var en cykelrytter fra Danmark. 
Han deltog ved Sommer-OL 1968 og Sommer-OL 1972, ligesom han for Lyngby Cycle Club var med til at blive danmarksmester i 100 km holdløb i 1967 og 1968. Ved DM i linjeløb blev det til bronzemedalje i 1967 og sølv i 1971.